# Мраморна пъстърва
Мраморните пъстърви (Salmo marmoratus) са вид актиноптери от семейство Пъстървови (Salmonidae).
Те са незастрашен вид. Срещат се в северната част на водосборния басейн на Адриатическо море.
Таксонът е описан за пръв път от Жорж Кювие през 1829 година.